# Trang trại Duke
Trang trại Duke là một bất động sản được thành lập bởi James Congannan Duke, một doanh nhân người Mỹ, người sáng lập Duke Power và Công ty Thuốc lá Hoa Kỳ. Nằm ở Hillsborough, New Jersey, tài sản được quản lý bởi Doris Duke Foundation sau cái chết của Doris Duke, chủ sở hữu thứ hai. Sau khi tổ chức lại, "Nông trại Duke" đã được mở cửa cho công chúng vào ngày 19 tháng 5 năm 2012.

## Lịch sử
Bắt đầu từ năm 1893, "Buck" Duke bắt đầu mua đất bên cạnh sông Raritan ở vùng nông thôn New Jersey. Tầm nhìn của ông là tạo ra một trang trại tương tự như ở Bắc Carolina nơi ông đã trưởng thành. Ông đã tập hợp một số kiến trúc sư và kỹ sư để thực hiện ước mơ của mình, bao gồm Buckenham & Miller, James Leal Greenleaf và Elizabeth Biddle Shipman. Cuối cùng, ông đã tập hợp được khoảng 2.700 mẫu Anh (11 km²) đất nông nghiệp và gỗ trong đó có 45 tòa nhà, 9 hồ, 18 dặm đường, 810 hecta rừng, 464 mẫu Anh đồng cỏ chim và 1,5 dặm tường đá.
Duke qua đời năm 1925, và cô con gái 12 tuổi Doris Duke đã giành quyền kiểm soát tài sản sau khi kiện mẹ cô. Cô khôi phục nó và chuyển đến ở tuổi 15. Cô đã đầu tư vào tài sản và biến nó thành nơi ở chính của mình. Cô kết hợp các phương pháp canh tác sinh thái sáng tạo mà cô học được từ trang trại Malabar của Louis Bromfield. Bắt đầu từ năm 1958, cô đã tạo ra và thiết kế trong khoảng thời gian 5 năm một màn hình thực vật độc đáo trong nhà kính và nhà kính Horace Trumbauer được gọi là Duke Gardens. Duke Gardens mở cửa cho công chúng vào năm 1964. Doris Duke mất năm 1993.

## Trang trại Duke là công viên cho công chúng

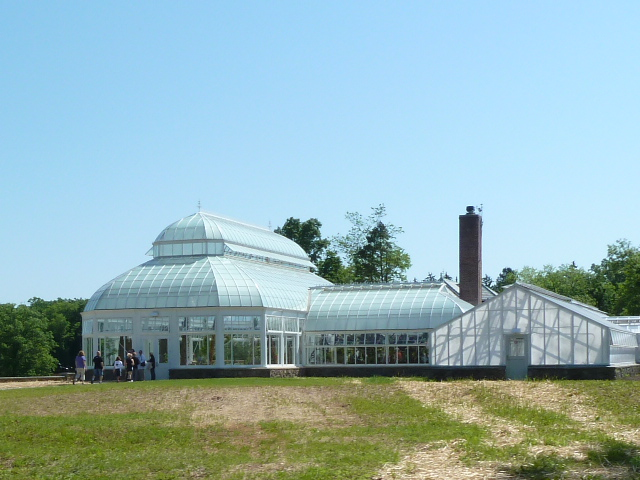
Orchid Range

Duke Farms thuộc sở hữu của Duke Farms Foundation (DFF) được thành lập năm 1998 để quản lý di sản này. Ngược lại, quỹ là một phần của Quỹ từ thiện Doris Duke. Một quyết định đã được đưa ra để cải tạo trang trại là "một mô hình quản lý môi trường trong thế kỷ XXII và (truyền cảm hứng) cho du khách trở thành người quản lý thông tin của trang trại." Trong khi tổ chức lại nông trại này ít có thể truy cập cho công chúng. Năm 2008, DFF đã tạo ra một số tranh cãi khi đóng cửa vĩnh viễn Duke Gardens phá hủy các khu vườn trưng bày trong nhà đã được tạo ra bởi Doris Duke. Trong những năm qua, DFF đã tạo ra những khu vườn trưng bày trong nhà và ngoài trời thân thiện với môi trường, sử dụng thực vật bản địa và có thể sử dụng xe lăn. Trong quá trình phục hồi, nhiều loài thực vật nước ngoài xâm lấn đã bị loại bỏ bao gồm cây phong Na Uy và Ailanthus châu Á và được thay thế bằng các loài bản địa. Khách sạn có một số cây đáng chú ý, bao gồm bốn trong số mười cây lâu đời nhất của New Jersey, và hai cây vô địch, Sồi đỏ phương Bắc và Cây Cork Amur. Vào ngày 19 tháng 5 năm 2012, Duke Farms mở cửa cho công chúng. Sau khi cải tạo 45 triệu đô la, Nông trại Duke hiện bao gồm 30 loài có nguy cơ tuyệt chủng và 230 giống chim, trong đó có diệc xanh lớn và đại bàng hói. Là một phần của sự phục hồi, nhà kính và nhà kính được gọi là Phạm vi Phong lan đã được cải tạo và trở nên tiết kiệm năng lượng hơn. Farm Barn đã được tu sửa để trở thành Trung tâm định hướng.
Vào năm 2016, biệt thự nơi Doris Duke sống đã bị phá hủy để mở ra phía bắc của khu nhà.